# Alice Colonieu

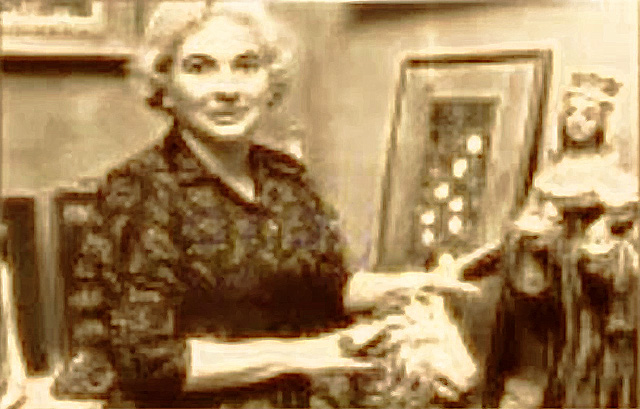
Alice Victorine Antoinette Colonieu

Alice Victorine Antoinette Colonieu (Marsella, 5 de noviembre de 1924 - Roaix, 16 de julio de 2010) fue una artista, pintora, escultora y ceramista francesa.

## Biografía
Nació de padre de clase trabajadora en el SNCF, en Marsella. Estudió en la Escuela de Bellas Artes de Marsella y en la escuela de Fontcarrade. En 1961 ganó la medalla de oro en la Exposición Nacional de Bellas Artes. Sus obras se exhiben en el Museo Nacional de Arte Moderno de París, el Museo Internacional de Cerámica de Faenza, y en importantes colecciones internacionales.
Alice Colonieu trabajando para importantes diseñadores como Jean Royère, Maurice Rinck y Jules Leleu para quien realiza dos paneles de cerámica hermosas que adornaban la piscina del barco Pierre Loti.